# فیات ۱۲۵

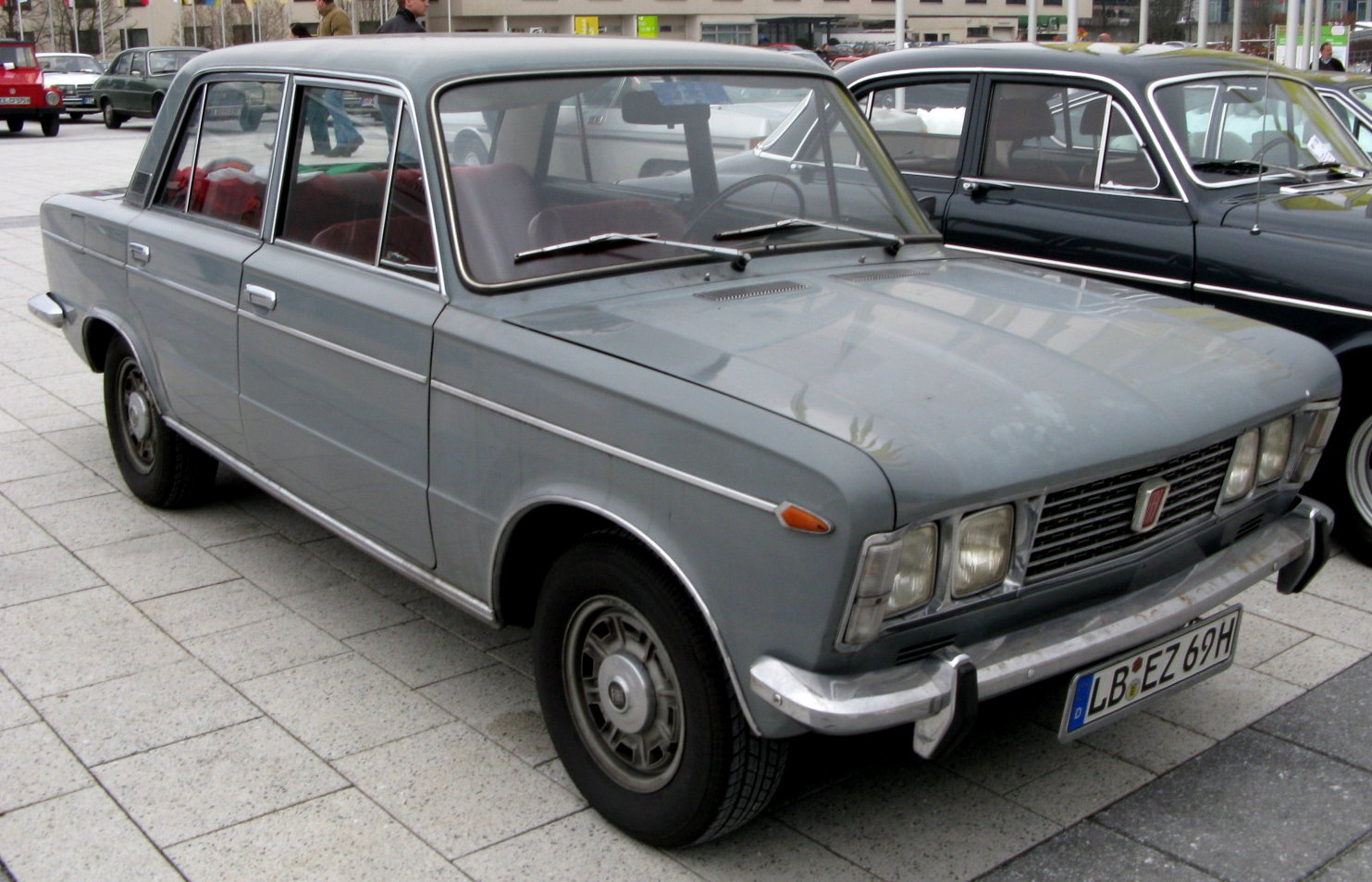

فیات ۱۲۵ (Fiat ۱۲۵) خودرویی است که در سال‌های ۱۹۶۷ تا ۱۹۷۲در کازابلانکا و آرژانتین تولید شده‌است. طول آن در حالت طبیعی ۴٬۲۳۲ میلیمتر (۱۶۶٫۶ اینچ) و عرض آن در حالت طبیعی ۱٬۶۲۵ میلیمتر (۶۴٫۰ اینچ) و ارتفاع آن در حالت طبیعی ۱٬۴۴۰ میلیمتر (۵۶٫۷ اینچ) است.
موتور آن ۱۶۰۸ سی‌سی سیستم جعبه‌دندهٔ آن ۳ دنده به دو صورت خودکار و دستی است.